# Pacifiiulus imbricatus
Pacifiiulus imbricatus är en mångfotingart som beskrevs av Mikhaljova 1980. Pacifiiulus imbricatus ingår i släktet Pacifiiulus och familjen kejsardubbelfotingar. Inga underarter finns listade i Catalogue of Life.